# Semaeopus lunifera
Semaeopus lunifera là một loài bướm đêm trong họ Geometridae.